# Juron Criner
Juron Criner (Las Vegas, 12 dicembre 1989) è un giocatore di football americano statunitense che gioca nel ruolo di wide receiver per gli Oakland Raiders della National Football League. Fu scelto nel corso del quinto giro (168º assoluto) del draft NFL 2012 dai Raiders. Al college giocò a football all'Università dell'Arizona.

## Carriera universitaria
Nei 4 anni con gli Arizona Wildcats vinse il seguente titolo:
- Las Vegas Bowl: 1

2008
E i seguenti premi:
- All-Pac-12 Second Team: 1

2011
- All-Pac-10 First Team: 1

2010

## Carriera professionistica

### Oakland Raiders
Criner fu scelto nel corso del quinto giro del draft 2012 dagli Oakland Raiders. Il 29 luglio firmò un contratto quadriennale per un totale di 2,34 milioni di dollari di cui 144.560 come bonus alla firma. Debuttò nella NFL il 10 settembre contro i San Diego Chargers giocando solamente in 2 azioni a causa di una caviglia dolorante. Il 18 novembre contro i New Orleans Saints realizzò il suo primo touchdown nel professionismo con una ricezione di 3 yard. Il 2 dicembre contro i Cleveland Browns subì ma poi recuperò il suo primo fumble in carriera. Chiuse la stagione giocando 12 partite con 16 ricezioni per 151 yard con un TD. Nel suo secondo anno rimase inattivo per le prime 8 partite, saltò due partite per una distorsione del punto di giunzione acromio-clavicolare nella spalla. Il 23 novembre venne inserito nella lista infortunati, chiudendo la stagione con una sola partita con 3 ricezioni per 32 yard.

## Vittorie e premi
Nessuno

## Statistiche
| Partite totali             | 13  |
| Partite totali da titolare | 0   |
| Yard su ricezione          | 183 |
| Touchdown su ricezione     | 1   |

Statistiche aggiornate alla stagione 2013